# شوتا لاپرادزه

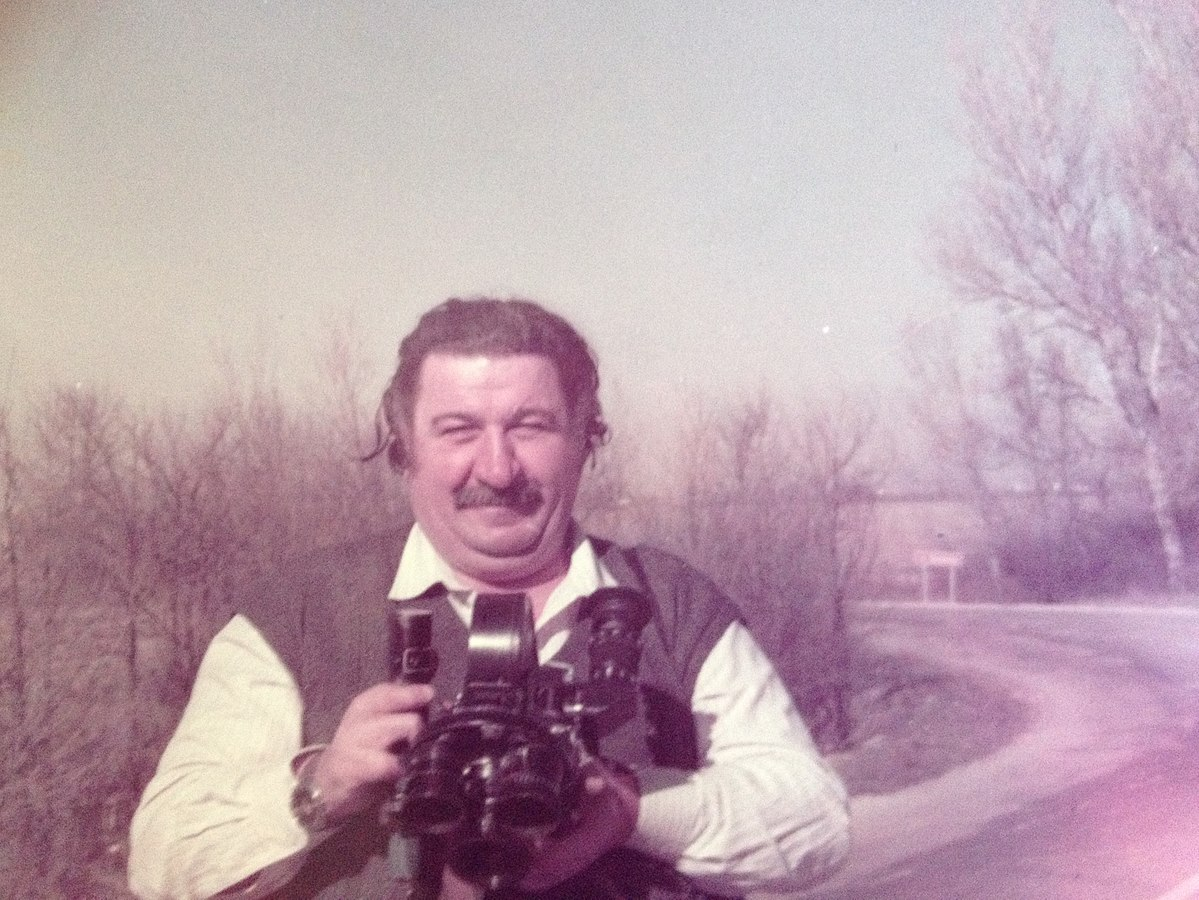
شوتا لاپرادزه، تهیه‌کنندهٔ فیلم اهل گرجستان - ۱۹۸۱

شوتا لاپرادزه (به گرجی: შოთა ლაფერაძე) (۲۸ فوریه ۱۹۲۹–۱۱ مارس ۱۹۹۵) یک تهیه‌کننده فیلم اهل گرجستان بود که درطول فعالیت خود ازسال ۱۹۵۹ تا ۱۹۹۴، بیست فیلم را تهیه‌کنندگی کرد. ازسال ۱۹۵۹ تا ۱۹۹۱ وی به تهیه‌کنندگی مشغول بود و پس از آن ریاست اتحادیه‌های فیلم «Caucasus» و «Aisi» را به عهده گرفت و تا آخر عمرش به همین امر ادامه داد. وی از سال ۱۹۷۸ تا۱۹۹۵ عضو اتحادیه فیلمسازان گرجستان بود. درسال ۱۹۷۴ وی جایزه بهترین تهیه‌کننده فیلم را به خاطر تهیه‌کنندگی فیلم «خورشید پاییز» ازآن خود کرد. وی با همکاری کارگردانان گرجستانی فیلم‌های موفق زیادی تهیه کرد. از جمله آن فیلم «پدر سرباز» بود که حاصل همکاری ثمربخش وی با رواز چخیدزه بود. این فیلم توانست به چهارمین جشنواره بین‌المللی فیلم مسکو راه یابد. ازدیگر همکاری های وی با چخیدزه می توان به فیلم «نهال ها» اشاره کرد که به هشتمین جشنواره بین‌المللی فیلم مسکو راه یافت.